# Papradno
Papradno (em húngaro: Kosárfalva) é um município da Eslováquia, situado no distrito de Považská Bystrica, na região de Trenčín. Tem 55,97 km² de área e sua população em 2018 foi estimada em 2.462 habitantes.

## Demografia
| Ano:        | 1994 | 2004   | 2014   | 2024   |
| ----------- | ---- | ------ | ------ | ------ |
| Broj ljudi: | 2724 | 2540   | 2543   | 2357   |
| Razlika:    |      | -6,75% | +0,11% | -7,31% |

| Ano:               | 2023 | 2024   |
| ------------------ | ---- | ------ |
| Número de pessoas: | 2394 | 2357   |
| Diferença:         |      | -1,54% |